# Carice (Haití)
Carice (en criollo haitiano Karis) es una comuna de Haití, que está situada en el distrito de Vallières, del departamento de Noreste.

## Historia
Pasó a ser comuna en 1950.

## Secciones
Está formado por las secciones de:
- Bois Camelle
- Rose Bonite (que abarca la villa de Carice)

## Demografía
| Gráfica de evolución demográfica de Carice entre 2009 y 2015 |
|                                                              |

Los datos demográficos contemplados en este gráfico de la comuna de Carice son estimaciones que se han cogido de 2009 a 2015 de la página del Instituto Haitiano de Estadística e Informática (IHSI). 